# Аравійсько-Індійський хребет

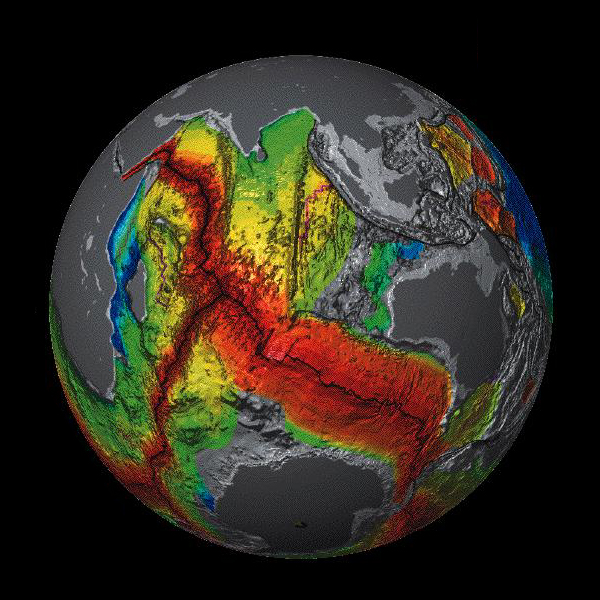
Аравійсько-Індійський хребет

Араві́йсько-Інді́йський хребе́т — підводний серединно-океанічний хребет на північному заході Індійського океану.
Хребет простягається від Аденської затоки до острова Родригес на 3700 км, де переходить у Центральноіндійський хребет. Ширина досягає 650 км. Переважні глибини над гребенем становлять 2500-3000 м, найменша — до 1271 м. Поверхня дуже розчленована і місцями розсічена поперечними зонами розломів. Поблизу гребеня розташовані вузькі рифтові ущелини глибиною до 6492 м.
1964 року група радянських науковців на судні «Витязь» вперше для серединно-океанічних хребтів виявила тут виходи ультраосновних порід, що являли собою малозмінену речовину мантії Землі.